# Сім'я (роман)
«Сім'я» (англ. The Family) — роман Маріо П'юзо 2001 року. У ньому розповідається про папу Олександра VI та його родину. Над цією книгою П'юзо працював багато років, іноді роблячи перерви для написання інших романів. Його дівчина — Керол Джіно — допомогла закінчити роман. Це остання книга П'юзо.
У романі фігурують реальні історичні особи, такі як Нікколо Макіавеллі, Дуарте Брандао та члени родини Борджіа.

## Сюжет
Папа Олександр VI, раніше відомий як Родріго Борджіа, вважає себе непомильним і божественним папою, і очікує, що Бог простить йому його численні гріхи. Роман розповідає про цього хитрого і жадібного до влади деспота та його дітей: безжального Чезаре та спокусливій, але злій Лукреції.
У романі розповідається про пристрасну, але грішну історію кохання. Лукреція у віці тринадцяти років втратила цноту зі своїм братом Чезаре, і вони з того часу кохають один одного. Олександр організував три шлюби Лукреції з політичних причин: з Джованні Сфорца, Альфонсо Арагонським і Альфонсом I д'Есте. Лукреція у всьому слухається свого батька. Її останній шлюб з Альфонсо д'Есте вдалий, попри невірність обох партнерів. Лукреція народжує дітей від свого третього чоловіка і стає шанованою герцогинею, переживши занепад родини Борджіа після смерті батька.
Папа Олександр хоче об'єднати феодальні держави Італії під владою папи. Його син Чезаре, який відмовився виконувати функцію кардинала, бере на себе командування армією та завойовує території, щоб реалізувати амбіції свого батька. Історія, яка нагадує «Хрещеного батька» П'юзо, поєднує в собі такі елементи, як романтика, розкішні святкування, таємні змови та зради, що перемежовуються випадковими спалахами насильства. Одна пам'ятна сцена зображує жорстокі катування та страту священика-реформіста Джироламо Савонароли.